# Bataan
Bataán es una provincia peninsular en la región de Luzón Central en Filipinas. Su capital es Balanga.

## Geografía

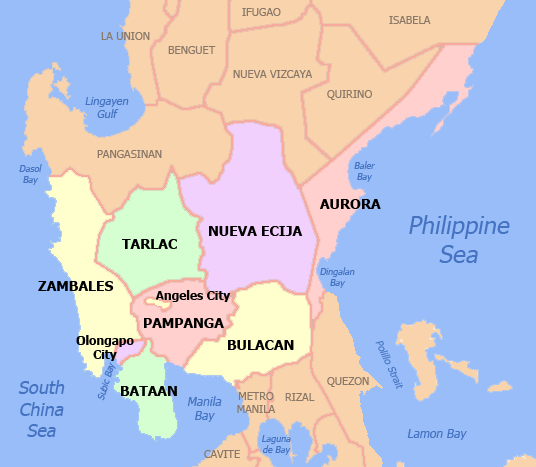
Situación de la provincia en la región.

Bataán, que es una península, es una extensión rocosa de las montañas Zambales en Luzón. Está separada de la bahía de Manila por el mar de la China Meridional. La península tiene como elevaciones el monte Natib (1253 m) al norte y las montañas Mariveles al sur. Entre estas últimas, se incluye el monte Samat, lugar histórico por la Marcha de la Muerte durante la Segunda Guerra Mundial.

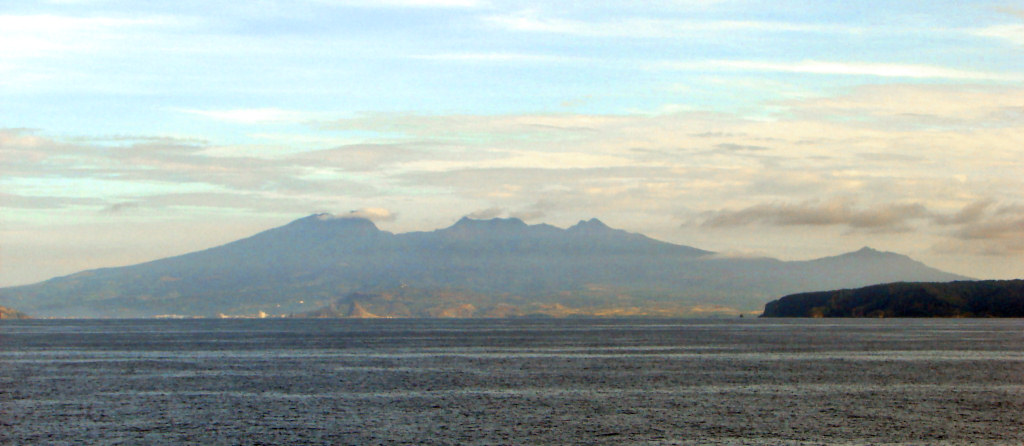
Mariveles.

## Municipio
| Ciudad/Municipalidad | Nº de Barangays | Población (2010) | Área (km²) | Código    |
| -------------------- | --------------- | ---------------- | ---------- | --------- |
| Abucay               | 9               | 37.719           | 79.72      | 030801000 |
| Bagac                | 14              | 25.568           | 231.20     | 030802000 |
| Ciudad de Balanga    | 25              | 87.920           | 111.63     | 030803000 |
| Dinalupihan          | 46              | 97.275           | 92.52      | 030804000 |
| Hermosa              | 23              | 56.997           | 157.00     | 030805000 |
| Limay                | 23              | 57.207           | 103.60     | 030806000 |
| Mariveles            | 18              | 112.707          | 153.90     | 030807000 |
| Morong               | 5               | 26.171           | 219.20     | 030808000 |
| Orani                | 29              | 61.099           | 64.90      | 030809000 |
| Orión                | 23              | 51.454           | 65.41      | 030810000 |
| Pilar                | 19              | 39.787           | 37.60      | 030811000 |
| Sámal                | 14              | 33.578           | 56.30      | 030812000 |

## Historia
La Alcaldía Mayor de Bataán fue establecido en 1754 por el Gobernador General Pedro Manuel de Arandía Santisteban sobre la base de territorios pertenecientes a:
- La Pampanga, incorporando Abucay, Balanga, Dinalupihan, Llana Hermosa, Orani, Orión, Pilar y Sámal.
- Corregimiento de Mariveles que, en su momento, incluidos Maragondon, pertenecieron al gobierno de Cavite situado al otro lado de la bahía de Manila.